# Trigonella balachowskyi
Trigonella balachowskyi là một loài thực vật có hoa trong họ Đậu. Loài này được Leredde miêu tả khoa học đầu tiên.